# Georg von Oesterley
Georg August Gottlieb Oesterley, seit 1897 von Oesterley (* 28. Februar 1838 in Göttingen; † 1. Januar 1929) war ein preußischer General der Infanterie.

## Leben

### Herkunft
Georg war ein Sohn des Bürgermeisters von Göttingen Ferdinand Oesterley (1802–1858) und dessen Ehefrau Mathilde, geborene Scharlach (1805–1889). Der Bibliothekar Hermann Oesterley (1834–1891) war sein älterer Bruder.

### Militärkarriere
Oesterley erhielt seine Erziehung im elterlichen Hause und besuchte die Lateinschule in seiner Heimatstadt sowie das Pädagogium Ilfeld. Am 3. April 1855 trat er in das 3. Infanterie-Regiment der Hannoverschen Armee ein. Mit der Beförderung zum Sekondeleutnant erfolgte Anfang September 1855 seine Versetzung in das 1. Jäger-Bataillon nach Goslar, in dem er Ende Mai 1859 zum Premierleutnant avancierte. Ab Oktober 1861 war Oesterley als Generalstabsoffizier 2. Klasse im Generalstab der Armee tätig und rückte Ende Mai 1866 zum Generalstabsoffizier 1. Klasse auf. Im folgenden Krieg gegen Preußen nahm er an der Schlacht bei Langensalza teil und trat nach dem verlorenen Krieg und der Annexion des Königreichs Hannover in die Preußische Armee über.
Unter Überweisung zum Großen Generalstab wurde Oesterley am 9. März 1867 zunächst dem Generalstab der Armee aggregiert und Mitte April 1867 zum Hauptmann befördert. Mit der Ernennung zum Kompaniechef im 3. Thüringischen Infanterie-Regiment Nr. 71 trat er Ende März 1868 in den Truppendienst zurück. In dieser Eigenschaft beteiligte er sich 1870/71 im Krieg gegen Frankreich am Gefecht bei Beaumont, der Schlacht von Sedan sowie der Belagerung von Paris. Für sein Wirken erhielt er neben beiden Klassen des Eisernen Kreuzes das Ritterkreuz I. Klasse des Albrechts-Ordens mit Kriegsdekoration sowie das Ehrenkreuz von Schwarzburg III. Klasse mit Schwertern.
Nach dem Krieg wurde Oesterley Ende Februar 1874 mit einem Patent vom 30. Oktober 1866 als ältester Hauptmann in das 1. Magdeburgische Infanterie-Regiment Nr. 26 versetzt. Unter Beförderung zum überzähligen Major wurde er Ende Oktober 1875 dem Regiment aggregiert und durch seinen Regimentschef Karl Anton von Hohenzollern mit dem Ehrenkreuz III. Klasse des Fürstlichen Hausordens von Hohenzollern mit Schwertern ausgezeichnet. Am 18. Mai 1876 wurde Oesterley als etatmäßiger Stabsoffizier zum Colbergschen Grenadier-Regiments (2. Pommersches) Nr. 9 nach Stargard versetzt und war vom 9. Juni 1878 bis zum 2. Februar 1881 Kommandeur des Füsilier-Bataillons. Anschließend als Kommandeur des I. Bataillons zum Garde-Füsilier-Regiment nach Berlin versetzt, rückte er Mitte September 1882 zum Oberstleutnant auf und wurde Mitte Februar 1884 zum etatmäßigen Stabsoffizier ernannt. Unter Stellung à la suite beauftragte man Oesterley am 6. Juli 1886 zunächst mit der Führung des 3. Rheinischen Infanterie-Regiments Nr. 29 in Trier und als Oberst war er vom 18. September 1886 bis zum 12. August 1889 Kommandeur dieses Regiments. Unter Stellung à la suite seines Regiments war er ab dem 13. August 1889 mit der Führung der 59. Infanterie-Brigade in Metz beauftragt. Am 27. Januar 1890 avancierte Oesterley zum Generalmajor und Kommandeur dieses Großverbandes, der zum 1. April 1890 in 66. Infanterie-Brigade umbenannt wurde. Unter Beförderung zum Generalleutnant erfolgte am 27. Januar 1893 seine Ernennung zum Kommandeur der 16. Division in Trier und in dieser Eigenschaft erhielt er im November 1896 die Erlaubnis zur Annahme des Ehrengroßkreuz des Oldenburgischen Haus- und Verdienstordens des Herzogs Peter Friedrich Ludwig. In Genehmigung seines Abschiedsgesuches wurde Oesterley am 17. Dezember 1896 mit Pension zur Disposition gestellt und durch Kaiser Wilhelm II. in den erblichen preußischen Adelsstand erhoben.
Nach seiner Verabschiedung erhielt er am 10. September 1897 den Charakter als General der Infanterie, wurde im Februar 1899 mit dem Roten Adlerorden I. Klasse mit Eichenlaub ausgezeichnet und ihm am 19. Dezember 1903 die Erlaubnis zum Tragen der Uniform des Hannoverschen Jäger-Bataillons Nr. 10 erteilt.

### Familie
Oesterley hatte sich am 19. Juli 1866 in Clausthal mit Maria Bethe (* 1845) verheiratet. Aus der Ehe gingen die Tochter Klara (* 1867) sowie die beiden Söhne Hermann (* 1868) und Friedrich (1871–1944) hervor. Friedrich schlug wie der Vater eine Militärkarriere in der preußischen Armee ein und stand zunächst im Feldartillerie-Regiment „von Scharnhorst“ (1. Hannoversches) Nr. 10. Mit der Versetzung in das Braunschweigische Husaren-Regiment Nr. 17 wechselte er im April 1902 die Waffengattung. Zwischenzeitlich zum Rittmeister und Lehrer am Militärreitinstitut Hannover aufgestiegen, nahm er 1912 im Dressurreiten an den Olympischen Sommerspielen in Stockholm teil und belegte den 4. Platz. Während des Ersten Weltkriegs war er Kommandant der Stabswache und der Proviant-Kolonne des Großen Hauptquartiers, wurde nach Kriegsende in die Reichswehr übernommen und schied am 15. Juni 1921 unter Verleihung des Charakters als Oberst aus dem Dienst.